# Френдзона (группа)
«Френдзона» — российская поп-рок-группа, основана в 2018 году Владимиром Галатом.
12 апреля 2018 года вышел первый трек «Бойчик». Вместе с треком группа анонсировала альбом «Флирт на вписке», который был выпущен уже 26 апреля 2018 года. Позже, 21 июля 2018 года, группа выпускает клип на песню «Бойчик», который стал очень успешен и принёс бо́льшую часть популярности своим исполнителям.
17 апреля 2022 года группа объявила о распаде.

## История

### Формирование группы (2017)
До 2018 года Владимир Галат занимался рэпом под псевдонимом Galat. На своем последнем Версус-баттле с Mozee Montana рэпер признался, что ему надоел рэп. Первую песню в новом для себя жанре тин-поп написал в конце августа 2017 года. В этом же году, в августе он искал людей для разогрева на концерт и познакомился с Глебом Лысенко. Пообщавшись, они решили, что напишут вместе альбом. Далее Галат позвал в группу свою подругу занимавшиеся вокалом Викторию Лысюк и попросил её записать свой вокал для трека «Девственница», Галату и Глебу понравилась запись, после чего Виктория вступила в группу, позже к ним присоединился Диджей Валера. Участники группы придумали себе вымышленные образы, Глеб Лысенко взял псевдоним Мэйклав, Владимир Галат — Кроки Бой, а Виктория Лысюк — Мэйби Бэйби, также они придумали одного выдуманного персонажа, продюсера группы, с псевдонимом Кисёш-Писёш.

### «Флирт на вписке» (2018)
После того, как группа сформировалась, 12 апреля 2018 года, они выпустили свой дебютый сингл «Бойчик», который вошёл в альбом «Флирт на вписке», вышедший 26 апреля этого же года на лейбле Rhymes Music. После его выпуска участники объявили о создании дебютного мини-альбома для Мэйби Бэйби, 24 июля он вышел под названием «Только если в щёчку».
После сингла «Последний Экзамен», вышедший первого июня и «В старшей школе» восьмого сентября, «Френдзона» объявила о своем первом концертном туре «Главная вписка твоей жизни», начавшийся 1 ноября 2018 года. Тур проходил без отмен до концерта в Красноярске, он должен был пройти 12 ноября, но был отменён из-за жалоб общественного движения «Антидилер», которая обвинила группу в пропаганде наркотиков, однополой любви и аморального образа жизни. После других отмен в таких городах, как Кемерово, Вологде и Ярославле тур был перенесён на 2019 год.

### «Не разлей вода» (2020)
После отмен концертов и своего первого тура, группа отправила тексты своих песен на экспертизу в Роскомнадзор. Перед своим вторым альбомом «Френдзона», объявила о двух концертных турах «Пижамная вечеринка», а далее «Прощальная дискотека». 25 мая 2019 года группа выпустила клип на песню «Последний Экзамен».
26 февраля 2020 года группа выпускает первый сингл с альбома «Рок-н-ролла», 6 марта выходит экранизация в виде клипа. Это был последний клип с Диджеем Валерой, он покинул группу в конце 2019 года. 24 марта выходит второй сингл с альбома — «Кокоро».
17 апреля выходит второй альбом «Не разлей вода» на лейбле Rhymes Music. Дебютный альбом «Флирт на вписке» группа представляла, как сделанный для подростков, рассказывая про второй альбом они утверждали, что он подходит для всех возрастов. 1 июня группа выступила с песней «Секрет» в шоу «Вечерний Ургант». С выходом релиза были объявлена презентация альбома в Санкт-Петербурге 10 октября и Москве 31 октября. А позже был объявлен третий концертный тур Rock’n’roll Zone.
После выхода альбома, группа экранизировала в виде клипа свой сингл «Кокоро», а 28 декабря у группы выходит клип на песню «Немедленный танец» сделанный совместно со зрителями и мобильным оператором «Мегафон»
31 декабря группа побеждает в номинации «Музыкант года» от «MTV Россия».

### «Альбомба» и распад (2021-2022)
6 июля 2021 года группа выпускает трек «Поиграем», который является коллаборацией с мобильной игрой «PUBG Mobile».
27 июля был объявлен выход нового альбома в сентябре.
6 августа вышел первый сингл «Молодость» из следующего альбома и клип на него, 10 сентября второй сингл «Школьная» записанный совместно с группой «Космонавтов Нет».
17 сентября выпущен третий альбом — «Альбомба», 25 октября вышел Live-клип на трек «Музыка из колонок».
15 апреля 2022 года выходит последняя песня группы «Кусай». 18 апреля группа сообщает о завершении творческой карьеры. 15 апреля в Москве и 24 апреля в Санкт-Петербурге группа отыграла свои последние концерты.

## Музыкальный стиль
Говоря о своем звучании, участники группы называли его многогранным. Владимир Галат говоря о жанре группы, назвал поп-панк, трэп и EDM.
Алексей Мажаев из InterMedia, рецензируя дебютный альбом «Френдзоны», написал, что в альбоме есть поп, R’n’B и рэп. А Сергей Мудрик из Афиша Daily считает, что мелодии вдохновлены Кэти Перри, Тейлор Свифт и упомянул, что есть «эмо-минусы» в стиле Lil Peep.
Владислав Шеин, рецензент ТНТ Music, комментируя последний альбом «Альбомба», пишет, что в ней замиксованы хип-хоп, поп и панк-рок.

## Состав группы
Последний состав
- Мэйклав (Глеб Лысенко) — вокал (2018—2022)
- Кроки Бой (Владимир Галат) — рэп-составляющая (2018—2022)
- Мэйби Бэйби (Виктория Лысюк) — вокал (2018—2022)

Бывшие участники
- Диджей Валера (Валера Диджейкин) — диджей (2018–2019)
- Руслан Аникин — продюсер (2018—2019)

## Дискография

### Студийные альбомы
- «Флирт на вписке» (2018)
- «Не разлей вода» (2020)

### Мини-альбомы
- «Альбомба» (2021)

### Синглы
- «Бойчик» (2018)
- «Последний Экзамен» (2018)
- «В старшей школе» (2018)
- «Любимая школа» (2019)
- «Бесконечное лето» (2019)
- «Рок-н-ролла» (2020)
- «Кокоро» (2020)
- «Поиграем» (2021)
- «Молодость» (2021)
- «Школьная» (2021)
- «Кусай» (2022)

### Гостевое участие
- Мэйби Бэйби — «Рано взрослеть» (2018)
- Мэйклав — «Самой клёвой девчонке» (2019), «Сказка» (2021)

## Концертные туры
- «Главная вписка твоей жизни» (2018)
- «Пижамная вечеринка» (2019)
- «Прощальная дискотека» (2019)
- «Rock’n’roll Zone» (2020)

### Рецензии
- Из чего сделана группа «Френдзона» и станет ли она явлением в русской музыке Афиша
- Рецензия: «Френдзона» — «Флирт на вписке», Рецензия: Мэйби Бэйби — «Только если в щёчку» Алексей Мажаев, InterMedia

### Новости
- «У нас даже мата нет». Как в Ярославле сорвали концерт «Френдзоны» BBC
- В Сибири отменили два концерта группы «Френдзона» Медуза
- Группа «Френдзона» заявила об отмене концерта в Ярославле Interfax

### Видео
- Теперь официально: Galat — участник группы Френдзона. Он снялся в ее новом клипе The Flow
- Френдзона «Девственница»  The Flow
- Френдзона «Бойчик» The Flow